# 아라밀

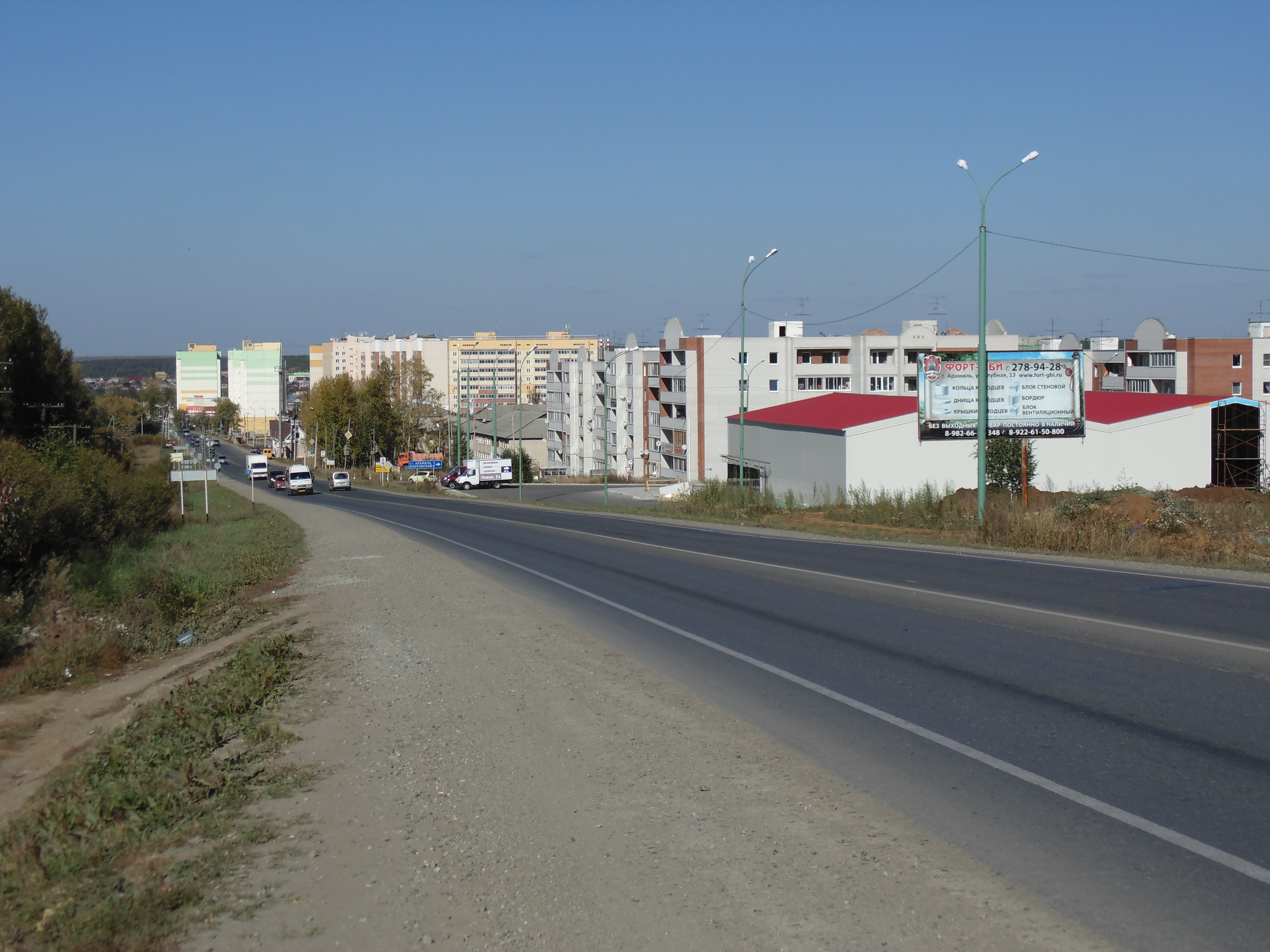

아라밀(러시아어: Арами́ль)은 스베르들롭스크 주 시세르츠키 군에 속한 도시이다. 인구는 14,100명(2001년 기준)이다.